# Hiệp định về phân định ranh giới thềm lục địa Việt Nam–Indonesia
Hiệp định giữa Chính phủ nước Cộng hoà xã hội chủ nghĩa Việt Nam và Chính phủ nước Cộng hoà Indonesia về phân định ranh giới thềm lục địa (tiếng Indonesia: Persetujuan antara Pemerintah Republik Indonesia dan Pemerintah Republik Sosialis Vietnam tentang Penetapan Batas Landas Kontinen) được làm tại Hà Nội vào ngày 26 tháng 6 năm 2003. Người đại diện ký kết của Việt Nam là Bộ trưởng Ngoại giao Nguyễn Dy Niên, đại diện cho chính phủ Indonesia là Bộ trưởng Ngoại giao Hassan Wirajuda. Hiệp định có hiệu lực từ ngày 29 tháng 5 năm 2007.

## Bối cảnh
Khu vực thềm lục địa phân định giữa hai nước nằm ở phía Đông Nam Việt Nam và Tây Bắc đảo lớn Borneo của Inđonesia. Tại vùng thềm lục địa này, có một số cấu tạo địa chất có thể có tiềm năng dầu khí, đặc biệt là khu vực phía Đông. Tuy nhiên về tài nguyên nghề cá ở vùng này không nhiều, ít có ảnh hưởng trực tiếp đến đời sống của ngư dân Việt Nam.
Năm 1969, Indonesia ra tuyên bố về giới hạn thềm lục địa của mình, dựa trên nguyên tắc không vượt quá đường trung tuyến cách đều đường cơ sở quần đảo của Indonesia và đường cơ sở của các quốc gia hữu quan. Năm 1971, Việt Nam Cộng hòa đã vạch ranh giới đặc nhượng dầu khí trên thềm lục địa Việt Nam, tại khu vực đối diện với Indonesia lấy theo đường trung tuyến cách đều bờ biển Việt Nam với bờ biển đảo Borneo của Inđonesia. Năm 1972, Indonesia và Việt Nam Cộng hòa tiến hành đàm phán nhằm phân định thềm lục địa giữa hai nước, Indonesia đề nghị lấy theo trung tuyến giữa Natuna Bắc và Côn Đảo, còn Việt Nam Cộng hòa đề nghị phân định theo đường trung tuyến giữa bờ biển Việt Nam và bờ biển đảo lớn Borneo thuộc Indonesia. Hai đường này tạo thành vùng chồng lấn rộng khoảng 40.000 km², hai bên không đạt được thỏa thuận nào.
Cộng hòa Xã hội chủ nghĩa Việt Nam bắt đầu đàm phán về phân định thềm lục địa với Indonesia từ tháng 6 năm 1978, phía Việt Nam đưa ra một đường ranh giới tự nhiên, dựa vào một rãnh sâu trên thềm lục địa gần sát đảo Natuna Bắc của Indonesia; Indonesia vẫn đưa ra trung tuyến đảo - đảo, tạo thành vùng tranh chấp ban đầu rộng khoảng 98.000 km². Tại các vòng đàm phán từ năm 1978 đến giữa năm 1991, hai bên thu hẹp vùng chồng lấn từ 98.000 km² xuống khoảng 40.000 km². Hai bên tổng cộng có 25 năm đàm phán, trải qua hai vòng đàm phán cấp chính phủ, 10 vòng cấp chuyên viên chính thức.

## Nội dung
Đường ranh giới thềm lục địa giữa Việt Nam và Indonesia được xác định bằng các đoạn thẳng nối tuần tự các điểm có toạ độ:
| Điểm | Tọa độ                                            |
| ---- | ------------------------------------------------- |
| 20   | 06°05′48″B 105°49′12″Đ / 6,09667°B 105,82°Đ       |
| H    | 06°15′0″B 106°12′0″Đ / 6,25°B 106,2°Đ             |
| H1   | 06°15′0″B 106°19′1″Đ / 6,25°B 106,31694°Đ         |
| A4   | 06°20′58,88″B 106°39′39,67″Đ / 6,33333°B 106,65°Đ |
| X1   | 06°50′15″B 109°17′13″Đ / 6,8375°B 109,28694°Đ     |
| 25   | 06°18′12″B 109°38′36″Đ / 6,30333°B 109,64333°Đ    |

## [4]Tham khảo
1. 1 2  "Hiệp định giữa Chính phủ nước Cộng hoà xã hội chủ nghĩa Việt Nam và Chính phủ nước Cộng hoà Indonesia về phân định ranh giới thềm lục địa". Uỷ ban Biên giới quốc gia - Bộ Ngoại giao. Bản gốc lưu trữ ngày 3 tháng 12 năm 2013. Truy cập ngày 24 tháng 11 năm 2013.
2. ↑  "Hiệp định phân định ranh giới thềm lục địa Việt Nam - Indonesia chính thức có hiệu lực". Bản gốc lưu trữ ngày 2 tháng 12 năm 2013. Truy cập ngày 24 tháng 11 năm 2013.
3. 1 2 3  "Biển và hải đảo Việt Nam (kỳ 3) Sơ lược về luật biển quốc tế và công ước của liên hợp quốc về luật biển 1982". Báo điện tử Đảng Cộng sản Việt Nam. Bản gốc lưu trữ ngày 15 tháng 6 năm 2022. Truy cập ngày 24 tháng 11 năm 2013.
4. ↑  "Hiệp định về phân định ranh giới thềm lục địa giữa Việt Nam - Indonesia". Bản gốc lưu trữ ngày 8 tháng 11 năm 2016. Truy cập ngày 8 tháng 11 năm 2016.